# کلی سفلی (هوراند)
کلی سفلی (به ترکی آذربایجانی: آیاخ کلی) روستایی از توابع بخش مرکزی شهرستان هوراند در استان آذربایجان شرقی ایران است که دامنه‌های رشته کوه هشتسر قرار دارد و از نزدیک‌ترین روستا به هشتسر است.این روستا ۱۲۱ الی ۱۶۷ نفر جمعیت دارد.
روستای کلی سفلی نزدیک روستا دهرود، گوار ، عربشاه خرگوشان ، میدانلار ، گوزالان و نیق است.

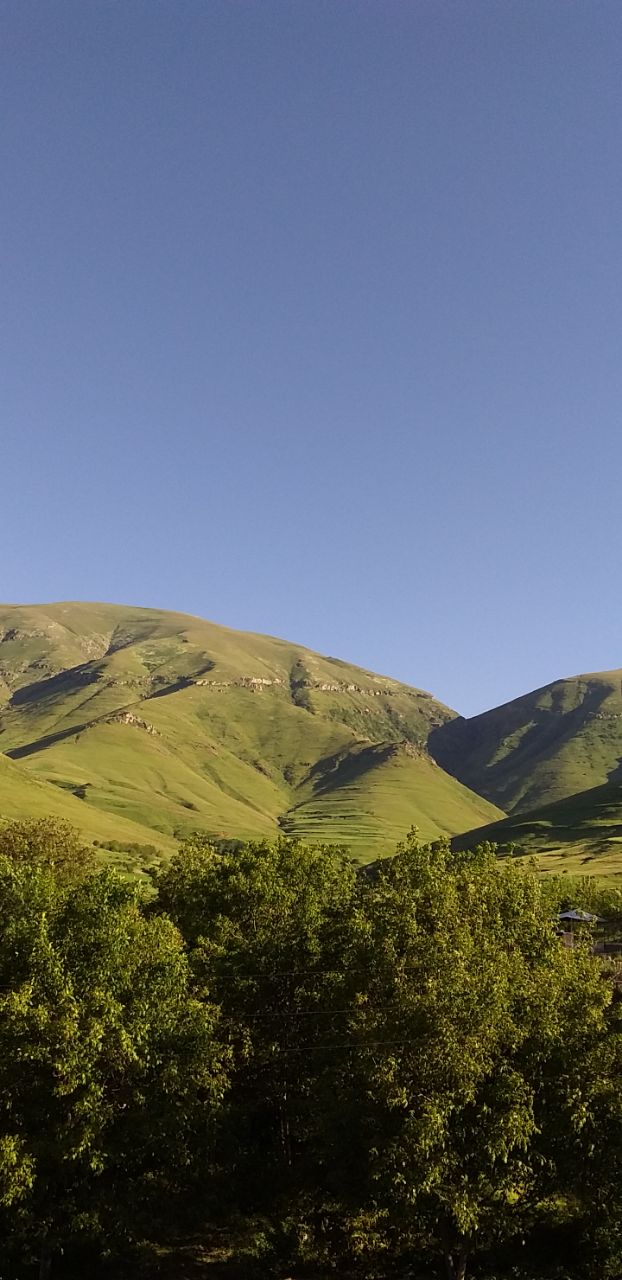

از مناطق گردشگری روستا میتوان به فندقلیخ، چمنی یری ، قیز قلعه سی ، دَییرمان دالیسی ، میدان قلعه سی، داغ چیمن، داغ دیبی، حسین علی یوردو، جنگل هشتسر(داغ مِشَع) و گَزَریخ نام برد.

## جمعیت
این روستا در دهستان دودانگه قرار دارد و براساس سرشماری مرکز آمار ایران در سال ۱۳۸۵، جمعیت آن ۱۶۷ نفر (۳۳خانوار) بوده‌است.